# Шиппен Тауншип (округ Камерон, Пенсільванія)
Шиппен Тауншип (англ. Shippen Township) — селище (англ. township) в США, в окрузі Камерон штату Пенсільванія. Населення — 1944 особи (2020).

## Демографія
Згідно з переписом 2010 року, у селищі мешкали 2232 особи в 932 домогосподарствах у складі 669 родин. Було 1450 помешкань
Расовий склад населення:
| - 98,6 % — білих - 0,2 % — азіатів - 0,1 % — корінних американців - 0,1 % — чорних або афроамериканців |

До двох чи більше рас належало 0,9 %. Частка іспаномовних становила 0,2 % від усіх жителів.
За віковим діапазоном населення розподілялося таким чином: 19,4 % — особи молодші 18 років, 59,7 % — особи у віці 18—64 років, 20,9 % — особи у віці 65 років та старші. Медіана віку мешканця становила 49,3 року. На 100 осіб жіночої статі у селищі припадало 100,9 чоловіків;  на 100 жінок у віці від 18 років та старших — 102,2 чоловіків також старших 18 років.
Середній дохід на одне домашнє господарство  становив 56 277 доларів США (медіана — 46 000), а середній дохід на одну сім'ю — 66 236 доларів (медіана — 54 196). Медіана доходів становила 45 513 долари для чоловіків та 30 603 долари для жінок. За межею бідності перебувало 9,1 % осіб, у тому числі 16,7 % дітей у віці до 18 років та 5,9 % осіб у віці 65 років та старших.
Цивільне працевлаштоване населення становило 1061 особа. Основні галузі зайнятості: виробництво — 39,3 %, освіта, охорона здоров'я та соціальна допомога — 15,8 %, роздрібна торгівля — 10,6 %.